# Rituale di iniziazione buddista
L'ordinazione buddista laica (cinese: 受戒; pinyin: shòujiè; giapponese: Jukai (受戒); coreano: sugye) si riferisce alla cerimonia di ordinazione pubblica in cui un seguace laico del buddismo riceve alcuni precetti buddisti. I dettagli del cerimonia differiscono ampiamente in base al paese e alla scuola del buddismo.

## Precetti principali
Questa cerimonia riguarda generalmente i laici, che decidono di entrare ufficialmente nella pratica buddista. I cinque precetti principali sono:
- Afferma la vita: non uccidere
- Dare: non prendere ciò che non è gratuitamente dato
- Onora il corpo: non commettere una cattiva condotta sessuale
- Verità manifesta: non parlare in modo falso o ingannevole
- Procedi con chiarezza: non turbare la mente con inebrianti

## Giappone
In Giappone il rituale si chiama jukai.

### Scuola Sōtō
Nella scuola Sōtō gli iniziati laici si rifugiano nei Tre Gioielli (o Tre Rifugi: Buddha, Dharma e Sangha), i Tre Puri Precetti (non fare del male, fare solo del bene e fare del bene per altri) e i 10 precetti del Bodhisattva (compresi i 5 maggiori), un nome buddista e un rakusu (abito tradizionale).
Questa cerimonia è ispirata al Tendai, perché Dōgen Zenji lo introdusse nello Zen per rafforzare l'ideale del Bodhisattva, ma anche perché egli stesso aveva ricevuto solo i precetti dei bodhisattva nel Tendai.

### Scuola Rinzai
Nella scuola Rinzai gli studenti si rifugiano nei Tre Gioielli (o Tre Rifugi) e, analogamente alle pratiche cinesi e coreane derivate dall'India, ricevono i cinque precetti per i laici.

## Cina
In Cina, il rito è chiamato shòu-jiè (受戒). Il carattere 受 significa "ricevere", mentre 戒 significa "precetti". Presi insieme, i caratteri si traducono come "iniziati" o "ordinati".
Molte persone credono nel buddismo ma non seguono alcuna cerimonia di iniziazione. Tali buddisti costituiscono la stragrande maggioranza. Solo una piccola parte dei buddisti ha seguito la cerimonia che rende il destinatario un upāsaka o upāsikā e ha accettato i cinque comandamenti. Sono buddisti formali.
Lewis Hodous, nel suo libro del 1920 Buddismo e buddisti in Cina, commenta anche la cerimonia cinese, dopo aver registrato una cerimonia di iniziazione sia per coloro che entrano nella vita monastica che per i laici: "Meno privata è stata l'iniziazione dei fratelli e delle sorelle laici, con maggiore leggerezza marchiato sul polso destro, mentre tutti intonano 'Na-mah Pen-shih Shih-chia-mou-ni Fo.' (Ho riposto la mia fiducia nel mio Maestro Originale, Säkyamuni-Buddha)". In pinyin e cinese, questo sarebbe scritto come "Námó Běnshī Shìjiāmóunífó" (南無本師釋迦牟尼佛).

## Corea del Sud

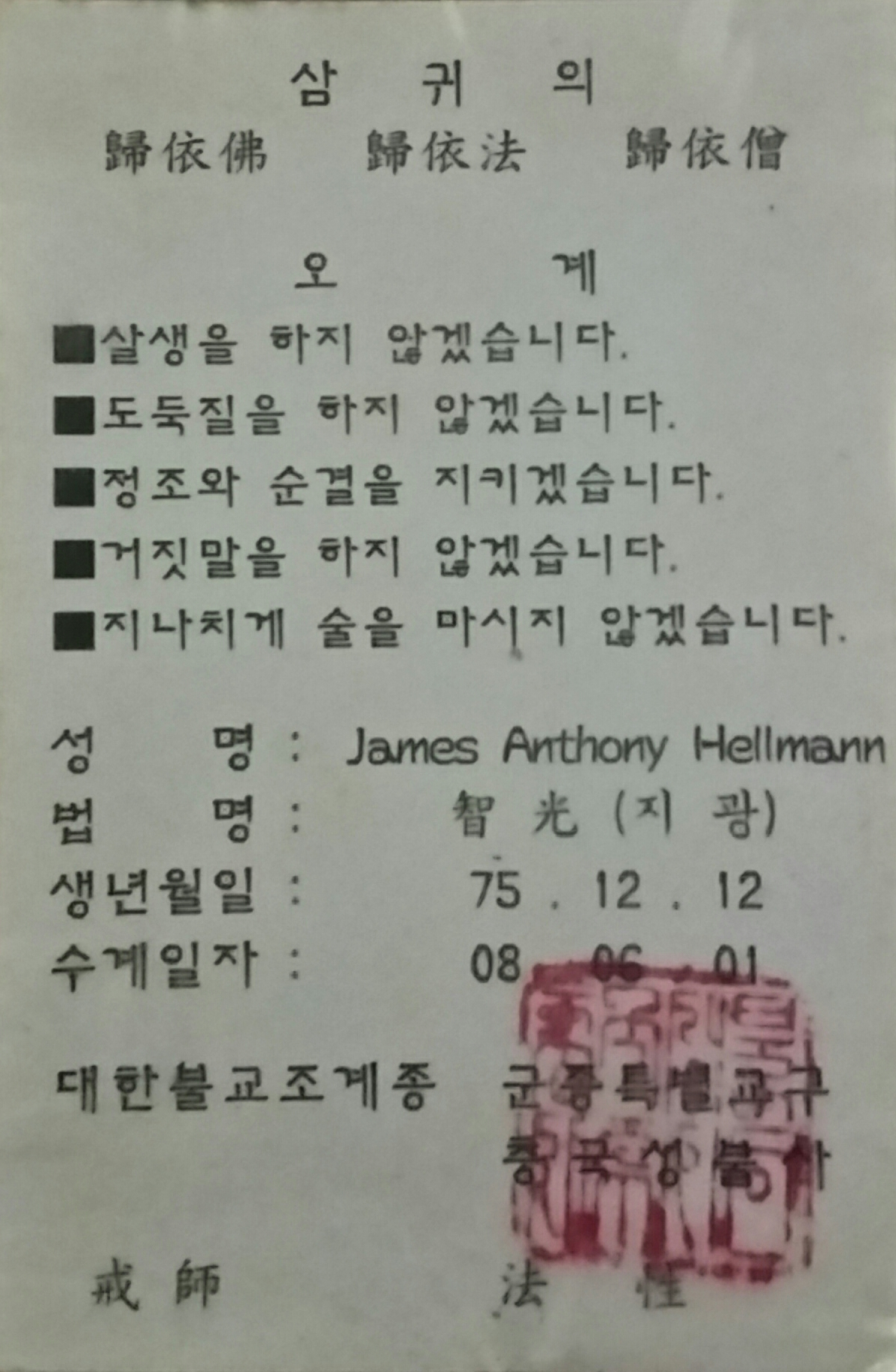
Carta di ordinazione data a coloro che aderiscono all'Ordine Jogye, annotando il nuovo nome buddista dell'ordinato e indicando il suo impegno a osservare i Cinque precetti.

In Corea del Sud, il rituale, chiamato sugye (수계), prevede il rifugiarsi formalmente nei Tre Gioielli del Buddismo: il Buddha, il Dharma e il Sangha, e l'accettazione dei cinque precetti. Durante il rituale, l'iniziato viene toccato con un bastoncino di incenso acceso. Questo per lasciare un segno indelebile che serve a ricordare agli iniziati la loro promessa di mantenere i cinque precetti. Durante (o subito dopo) la cerimonia, all'iniziato viene dato un nome buddista.